# Yasuhide Ihara
Yasuhide Ihara (jap. 井原 康秀, Ihara Yasuhide; * 8. März 1973 in der Präfektur Saga) ist ein ehemaliger japanischer Fußballspieler.

## Karriere
Ihara erlernte das Fußballspielen in der Schulmannschaft der Saga Commercial High School. Seinen ersten Vertrag unterschrieb er 1991 bei NKK SC. Der Verein spielte in der höchsten Liga des Landes, der Japan Soccer League. Am Ende der Saison 1990/91 stieg der Verein in die Division 2 ab. 1994 wechselte er zum Ligakonkurrenten Kyōto Purple Sanga. 1995 wurde er mit dem Verein Vizemeister der Japan Football League und stieg in die J1 League auf. Für den Verein absolvierte er 73 Spiele. 1998 wechselte er zum Zweitligisten Sagan Tosu. Am Ende der Saison 1998 stieg der Verein in die J2 League auf. Für den Verein absolvierte er 79 Spiele. 2001 wechselte er zum Ligakonkurrenten Shonan Bellmare. Für den Verein absolvierte er 72 Spiele. Ende 2003 beendete er seine Karriere als Fußballspieler.